# Legend (álbum)
Legend es un álbum de grandes éxitos de Bob Marley and the Wailers publicado el 8 de mayo de 1984 a través de Island Records. El recopilatorio original, publicado en primer lugar en LP, contiene catorce de las canciones más reconocibles del artista jamaicano (entre ellas diez de sus once top 40 en el Reino Unido) incluidas en su formato de sencillo. Fue publicado posteriormente en formato CD con la misma lista de canciones. 
En 1990 apareció una segunda versión en CD con todas las canciones en su duración original, en lugar de estar en formato sencillo. En la edición en casete aparecen dos canciones nuevas, "Punky Reggae Party" y "Easy Skanking", que fueron incluidas en la edición de 2002 de este recopilatorio en CD.

## Recepción
Es el álbum más vendido de la historia del reggae, aunque existe cierta controversia a causa de que sólo se incluyen canciones de la etapa final de la carrera del jamaicano, sin atender a sus primeras grabaciones. Tras 35 años de haber salido a la venta en 1984 registra más de 25 millones de copias vendidas a nivel mundial.
Asimismo, en 2003, en una edición especial, la revista Rolling Stone posicionó el álbum en el puesto 46 de su lista de los 500 mejores álbumes de todos los tiempos.

## Lista de canciones
Todas las canciones escritas por Bob Marley excepto donde se indique.

### Versión original

#### Cara uno
1. "Is This Love"  It Is Love
2. "No Woman, No Cry" (Vincent Ford)
3. "Could You Be Loved"
4. "Three Little Birds"
5. "Buffalo Soldier" (Bob Marley/N.G. Williams)
6. "Get Up, Stand Up" (Bob Marley/Peter Tosh)
7. "Stir It Up"

#### Cara dos
1. "One Love/ People Get Ready" (Bob Marley/Curtis Mayfield)
2. "I Shot the Sheriff"
3. "Waiting in Vain"
4. "Redemption Song"
5. "Satisfy My Soul"
6. "Exodus"
7. "Jamming"

### Versión actual en CD
1. "Is This Love?"   – 3:53
2. "No Woman, No Cry" (Vincent Ford)   – 7:08
3. "Could You Be Loved"   – 3:55
4. "Three Little Birds"   – 3:00
5. "Buffalo Soldier" (Bob Marley/N.G. Williams)   – 4:18
6. "Get Up, Stand Up" (Bob Marley/Peter Tosh)   – 3:17
7. "Stir It Up"   – 5:33
8. "Easy Skanking"   – 2:57 (canción extra en la edición de 2002 en casete)
9. "One Love/People Get Ready" (Bob Marley/Curtis Mayfield)   – 2:52
10. "I Shot the Sheriff"   – 4:42
11. "Waiting in Vain"   – 4:16
12. "Redemption Song"   – 3:50
13. "Satisfy My Soul"   – 4:32
14. "Exodus"   – 7:35
15. "Jamming"  – 3:31
16. "Punky Reggae Party"   –6:52 (canción extra en la edición de 2002 en casete)

### Edición de lujo

#### Disco uno
1. "Is This Love?"   – 3:52
2. "No Woman, No Cry" (directo) (Vincent Ford)   – 7:07
3. "Could You Be Loved"   – 3:55
4. "Three Little Birds"   – 3:00
5. "Buffalo Soldier" (Bob Marley/N.G. Williams)   – 4:17
6. "Get Up, Stand Up" (Bob Marley/Peter Tosh)   – 3:16
7. "Stir It Up"   – 5:33
8. "Easy Skanking" - 2:58
9. "One Love|One Love/People Get Ready" (Bob Marley/Curtis Mayfield)   – 2:51
10. "I Shot the Sheriff"   – 4:41
11. "Waiting in Vain"   – 4:15
12. "Redemption Song"   – 3:49
13. "Satisfy My Soul"   – 4:32
14. "Exodus"   – 7:36
15. "Jamming"   – 3:31
16. "Punky Reggae Party" - 6:52

#### Disco dos
1. "One Love/People Get Ready" (versión extendida) (Bob Marley/Curtis Mayfield)   – 7:01
2. "Waiting in Vain"   – 5:56
3. "Jamming"   – 5:35
4. "Three Little Birds" (Dub Version) - 5:20
5. "Could You Be Loved"   – 5:26
6. "No Woman, No Cry" (Vincent Ford)   – 4:11
7. "Coming in from the Cold" - 5:42
8. "Buffalo Soldier" (Bob Marley/N.G. Williams)   – 5:25
9. "Jamming"   – 3:22
10. "Waiting in Vain"   – 4:12
11. "Exodus"    – 8:50
12. "Lively Up Yourself" - 5:18
13. "One Love/People Get Ready" (versión dub) (Bob Marley/Curtis Mayfield)   – 4:56

## Certificaciones
| País          | Certificación | Ventas     |
| ------------- | ------------- | ---------- |
| Canadá        | 2x Platino    | 200,000    |
| Alemania      | Platino       | 500,000    |
| Nueva Zelanda | 18x Platino   | 270,000    |
| Reino Unido   | 6x Platino    | 1,800,000  |
| EE. UU.       | 15x Platino   | 15,000,000 |